# Herrer Pál
Herrer Pál, Paul Ma de Herrer y Marchez (Nagybánya, 1906. június 9. – ?, 1999. június 9.) 5 hangszeren zenélt, 4 kontinensen, szárazon és vizen. Zenekarokat szervezett, és több sláger zeneszerzője. Évtizedeken át szerezte a tánczene-utánpótlást, és ezek mellett még kerékpárversenyeket is nyert, pályán és országúton egyaránt.

## Élete
Herrer Pál 6 éves korában kezdett el zongorázni egy kiváló tanárnál, aki nagyon szigorú is volt egyben. Miután elvégezte a Bánki Donát Műszaki Főiskolát, 1925-ben elment Párizsba, ahol tovább folytatta a zongoratanulást, és itt elkezdte öt érdekelni a könnyűzene. Itt eközben megtanult szaxofonozni, klarinétozni, harmonikázni, és bandoneonozni. 
1939 végén hazajött Párizsból, mert az édesanyja elhunyt. 1944. december 4-én tartottak egy országos harmonikaversenyt Magyarországon, amit Herrer Pál meg is nyert, viszont a megnyert hangszert 1945 januárjában elvették tőle. 
1957-ben a Béke Kupolában zenélt egy 9 tagú zenekarral, ahol 10 évig zenéltek. Ezután elkezdett saját dalokat írni, amik közül a leghíresebb sláger az Engem a rumba döntöget romba lett. Harmonikát, zongorát, klarinétot, és szaxofont is tanított, az utóbbiból írt egy SzaxofonIskola című könyvet, ami mai napig kötelező anyag.